# Гуанчжоу Спорт Арена
Гуанчжоу Спорт Арена — крытый дворец спорта в Китае, расположенный в г. Гуанчжоу. Домашняя арена чемпионата мира по мужскому баскетболу 2019 и Азиатских игр 2010. В основном используется для спортивных мероприятий и концертов.

## Общая информация
Разработанная MANICA Architecture в сотрудничестве с Институтом дизайна Гуанчжоу, эта арена не только принимала у себя Азиатские игры в 2010 году, но и стала домом для различных мероприятий мирового уровня, таких как баскетбольные турниры, международные мероприятия и музыкальные концерты. 
Проект здания также имеет потенциал, в частности соответствует стандартам НБА, что позволяет ей стать домашней ареной для баскетбольных команд ведущей лиги мира. 
Дворец, расположен в быстро развивающемся районе Луоганг, доступен как пешеходам так и автотранспорту. 
Арена выделяется своей архитектурной особенностью. Естественные изгибы, которые переводятся во внешнюю часть гармоничного здания и плавные линии из стекла и яркого металла поднимаются и опускаются от фундамента здания до высшей точки. Экстерьер здания является культовым и узнаваемым.
Каждое место было разработано таким образом, чтобы максимально создать комфорт и лучший обзор для всех гостей. Дополнительные помещения включают в себя широкий выбор магазинов, сувенирных лавок и кафе. 

## Концерты и музыкальные шоу
3 сентября 2011 года ирландская вокальная поп-группа Westlife провела концерт в поддержку альбома Gravity Tour.
18 апреля 2015 года американская певица и автор песен Кэти Перри впервые показала свою музыкальную постановку на китайской земле. Это было её первое шоу в Китае.
3 июня 2017 года Джокер Сюэ впервые выступила на этой арене в рамках тура.
30 августа 2017 года Ариана Гранде впервые выступила на этой арене в рамках тура Dangerous Woman Tour.

## Крупные спортивные мероприятия
- 2010 — Азиатские игры 2010 года;
- 2018 — Чемпионат мира по баскетболу 2019 года.